# Abația Farfa

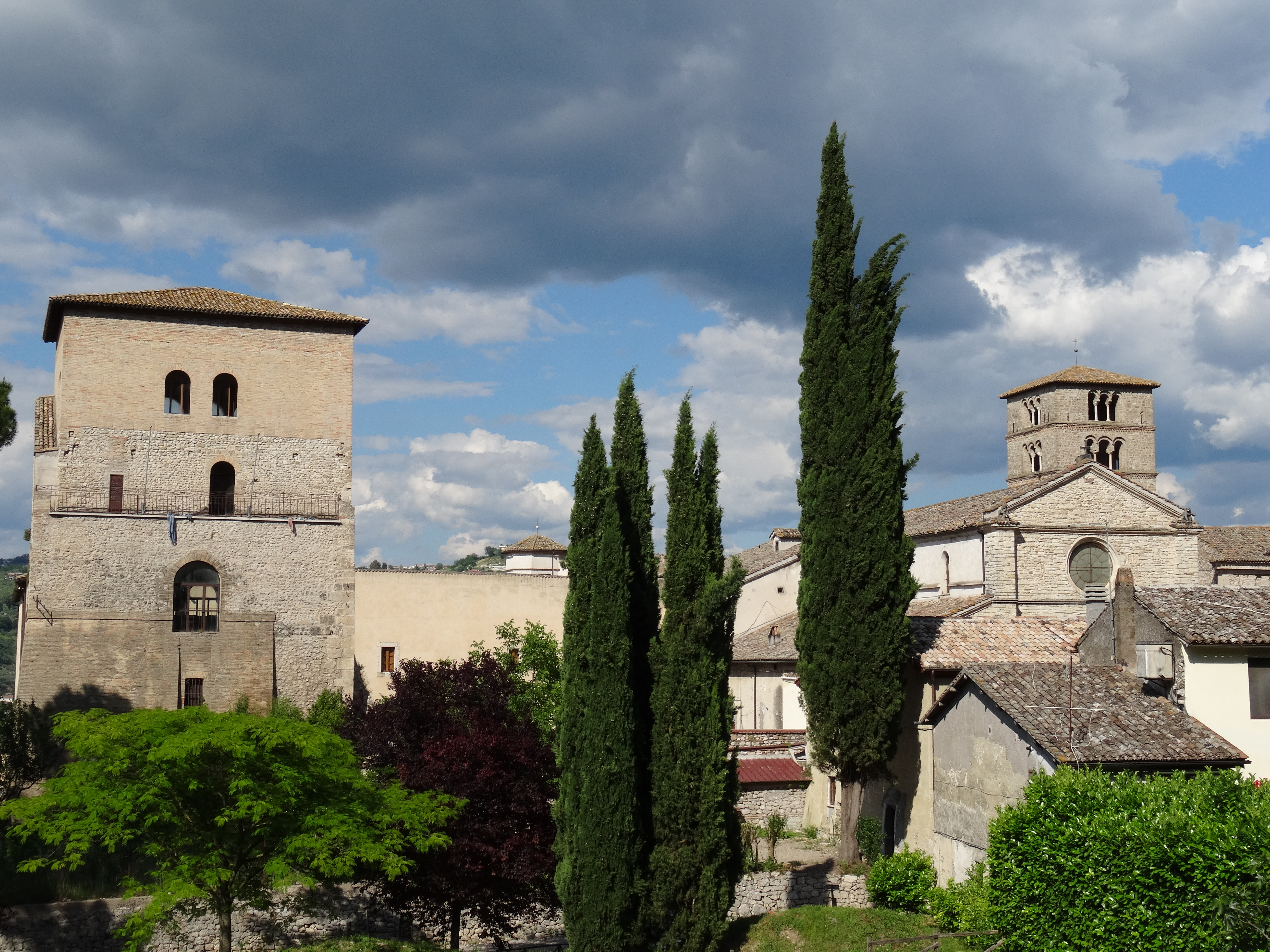
Abația din Farfa

Abația Farfa se află în comuna Fara in Sabina, provincia Rieti, regiune Lazio din Italia.

## Istoric și descriere

### Construcție

Sfântul Lorenzo Siro

Sfântul Tomaso di Moriana

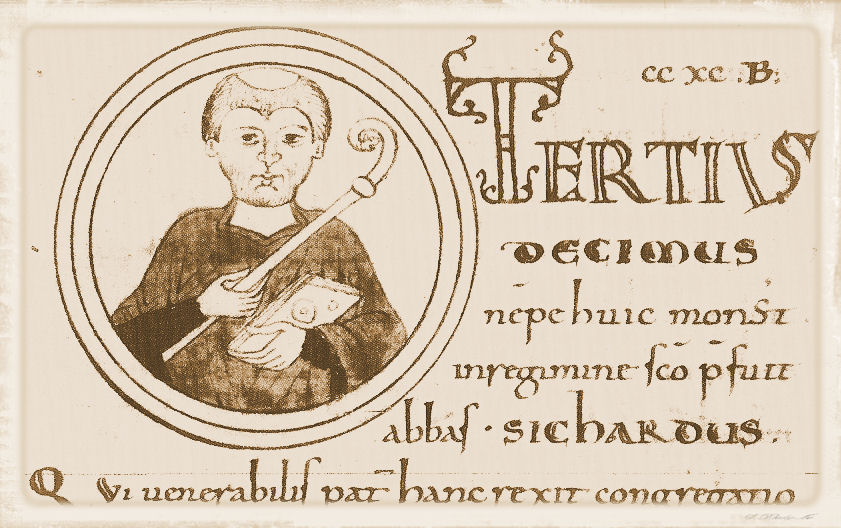
Abate Sicardo (842)

Abația a fost construită în secolul al V-lea de către sfântul Lorenzo Siro , ajuns în Sabina din Siria împreună cu sora lui Sussana și un grup de călugări. Primele construcții se ridică pe ruinele unui templu păgân, dedicat zeiței Vacum, și a unei vile romane din secolul al II-lea d.c.

### Distrugere
Pe la sfârșitul secolului al VI-lea abația este distrusă de către Lombarzi. După legendă vine reconstruită în anul 705 de către părintele Tommaso da Moriana, venit din Ierusalim. Farfa sub protecția lombardă ajunge o mare putere economică și politică. Tommaso moare în anul 720.

### Urmașii lui Tommaso
După Tommaso la abație slujește Abate Alano, de origine franceză, apoi Sabino Provato (779). În timpul lui Provato se construiește un aqueduct de aproape 3 km. ce poartă apă la abație. Carol cel Mare, în călătoria spre Roma pentru a fi încoronat imperator în Biserica Sfântul Petru, se oprește la Farfa și este ospitat de abate. Abate Sicardo (842) ce provine dintr-o nobilă familie înrudit cu dinastia Carolingiană, face o serie de construcții și de modificări, transformând abația într-un complex de mare interes arhitectonic.

### Sarazinii
Farfa din nou se vede amenințată, de această dată de către Sarazini, ce vin din Sicilia și se răspândesc în întreaga peninsulă. Abația nu se salvează , cedează după șapte anii de rezistență împotriva asediului. În acel timp abația era guvernată de către Abatele Pietro. Călugării s-au refugiat unii la Roma, alții la Rieti și prin teritoriul din Fermo (898). Sarazinii nu distrug nimic dar din complexul monastic își fac cartier general. Când au abandonat abația, din neglijență, provoacă un incendiu ce distruge totul. Bătuți la Garigliano (915), sarazinii părăsesc Italia. Cu plecarea saraziniilor refugiați din Farfa se reîntorc. Ratfredo reconstruiește totul și recuperează patrimoniul abației. După moartea lui Ratfredo în anul (936), Farfa se află din nou într-o stare foarte critică, spirituală și materială timp de aproape 60 de ani până când ajunge Abate Ugo I.

### Abatele Ugo I (997-1038)

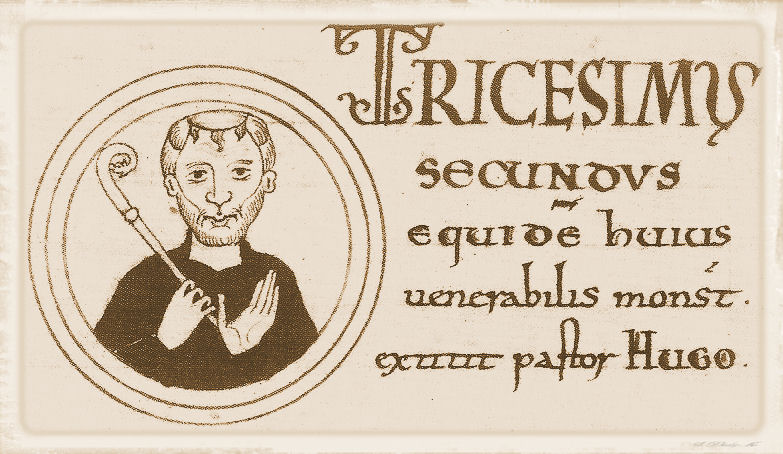
Abate Ugo I (997-1038)

La numai 25 de ani a fost ales în funcția de abate. Prima sa misiune a fost de restabilire a ordinii și disciplinei în mănăstire. După modelul abației Cluny din Burgundia, Farfa a cunoscut o perioadă de înflorire și a devenit un mic stat deținător chiar și de o armată, de școli, ateliere, camere pentru a putea găzdui pelerinii veniți la Farfa, o farmacie care elibera medicamente gratis săracilor. Abatele Ugo I are ca oaspeți la Farfa pe papa Silvestru al II-lea și pe împăratul sfântului imperiu roman Otto al III-lea (septembrie 999, pe sfântul Odilone di Cluny și pe sfântul Guglielmo Abate de San Benigno di Digione (999), precum și pe împăratul sfântului imperiu roman Henric al II-lea în anul 1022. Ugo I moare în anul 1038 la 65 de ani și lasă un gol în obștea mănăstirii.

### Abatele Berardo I (1047-1089)

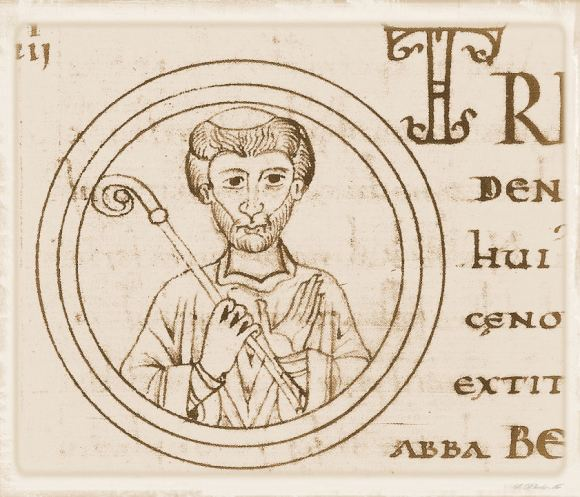
Abate Berardo I (1047-1089)

Doar în anul 1047 se găsește un abate demn să poată continua opera lui Ugo I, Abate Berardo I. Berardo I a primit de două ori pe Papa Nicolae al II-lea în mănăstirea sa, în anul 1059 și 1060. Farfa se găsește din nou în plină splendoare, având chiar și locuitori de seamă: abatele Desiderio di Montecassino, sfântul Petru Damiani, călugărul Hildebrand, devenit ulterior papa Grigore al VII-lea. În anul 1072 împărăteasa Agnes de Poitou, mama lui Henric al IV-lea al Sfântului Imperiu Roman, a vizitat Farfa, oferind multe daruri prețioase. Berardo I moare în anul 1089.

### Gregorio Da Catino (1062-1133)

Imaginea Maicii Domnului (secolul al XI-lea) - Biblioteca din Farfa

A fost un cronist din Farfa. De tânăr este adus la mănăstire pentru studi de către Abate Berardo. Tânărul Gregorio a început să studieze în special istoria, una dintre pasiunile sale , a început să scrie și opere în care povestește istoria mănăstirii. Rămân în urma sa opere importante și de mare valoare: il Regesto di Farfa , il Chronicon, il Largitorio, il Floriger. Până și astăzi în biblioteca mănăstirii se păstrează un manuscris din acea epocă, în care se găsește una dintre cele mai vechi imagini ale Maicii Domnului (secolul al XI-lea).

## Galerie fotografică

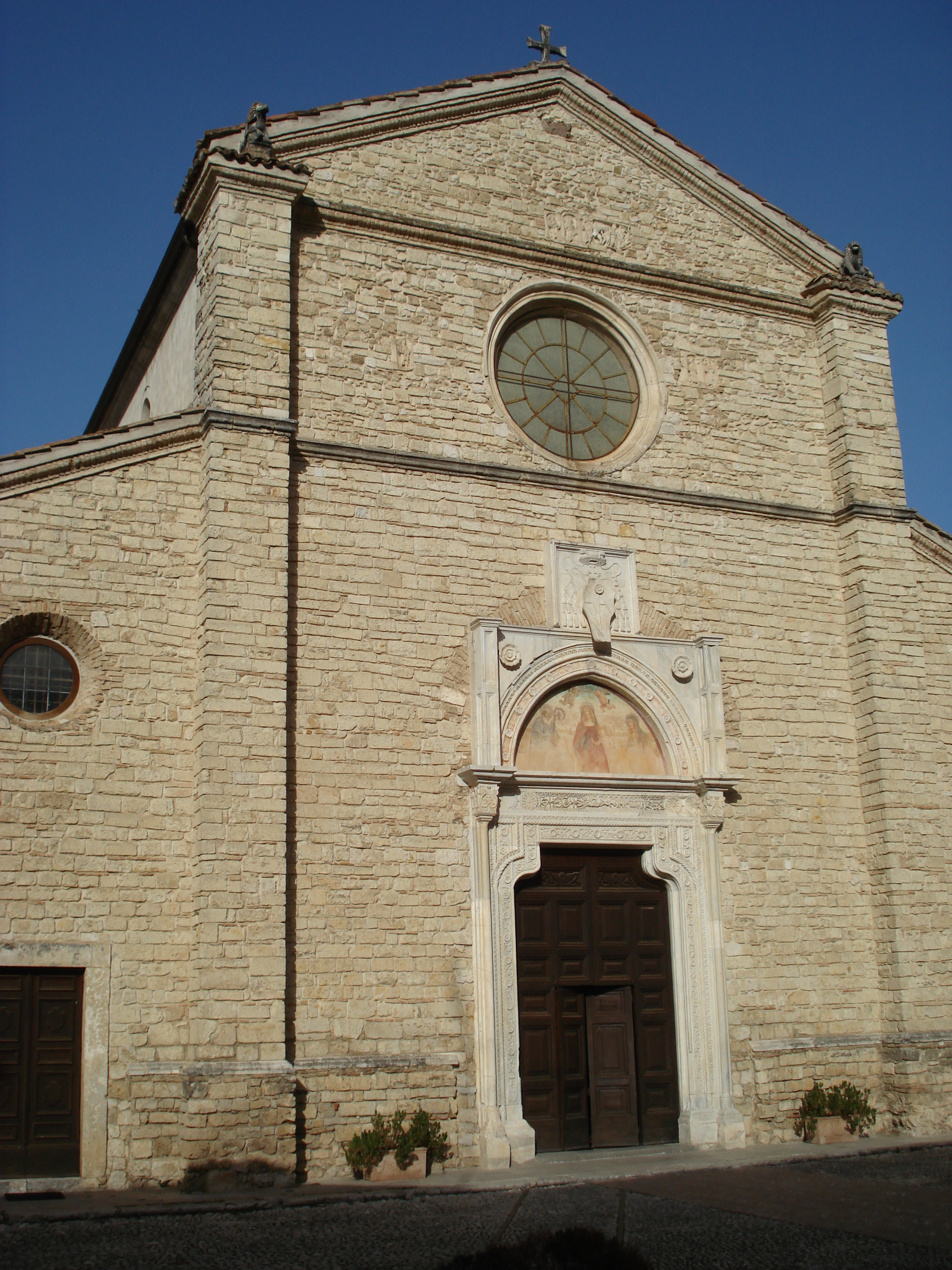
Fațada abației
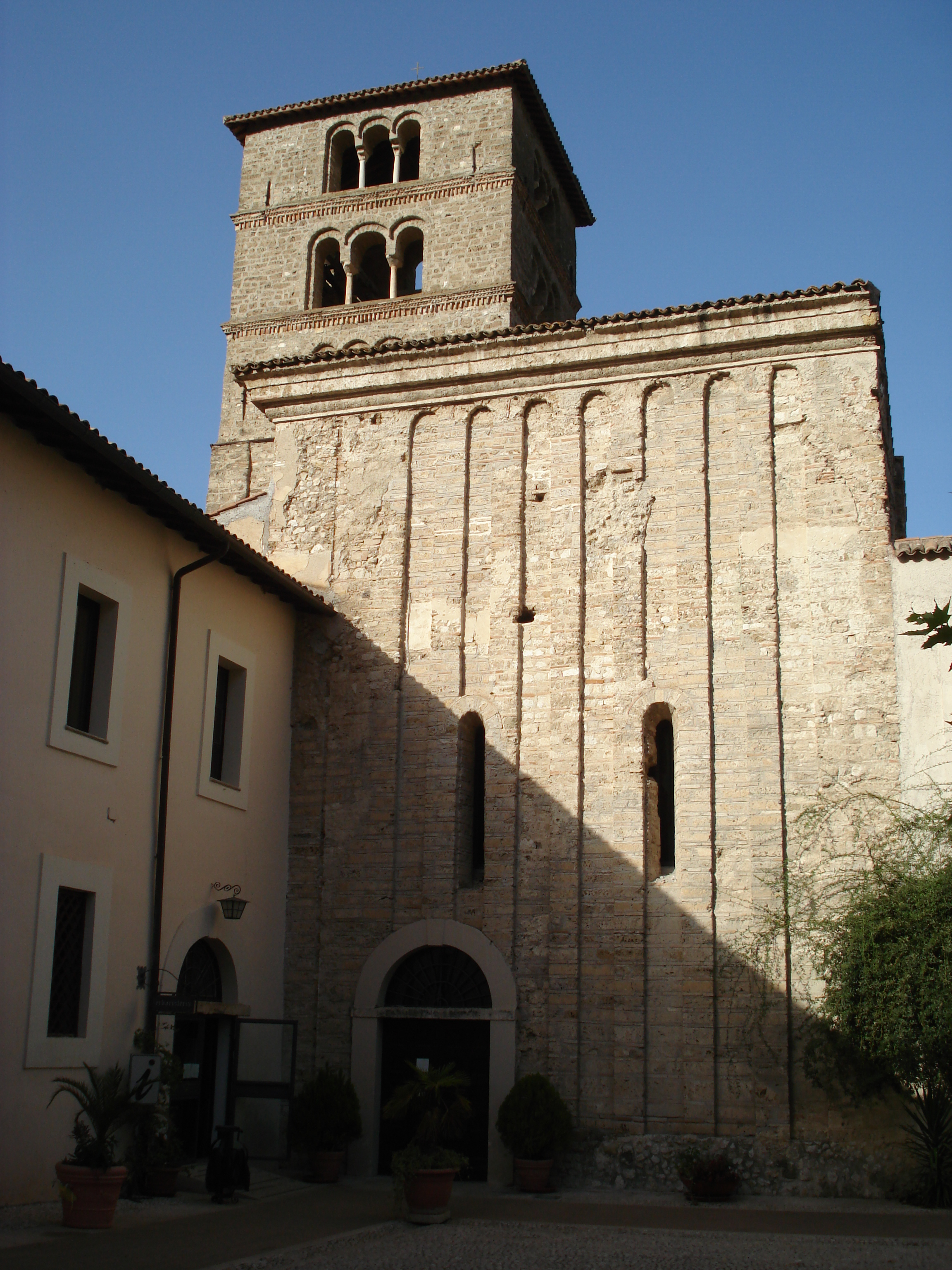
Turnul
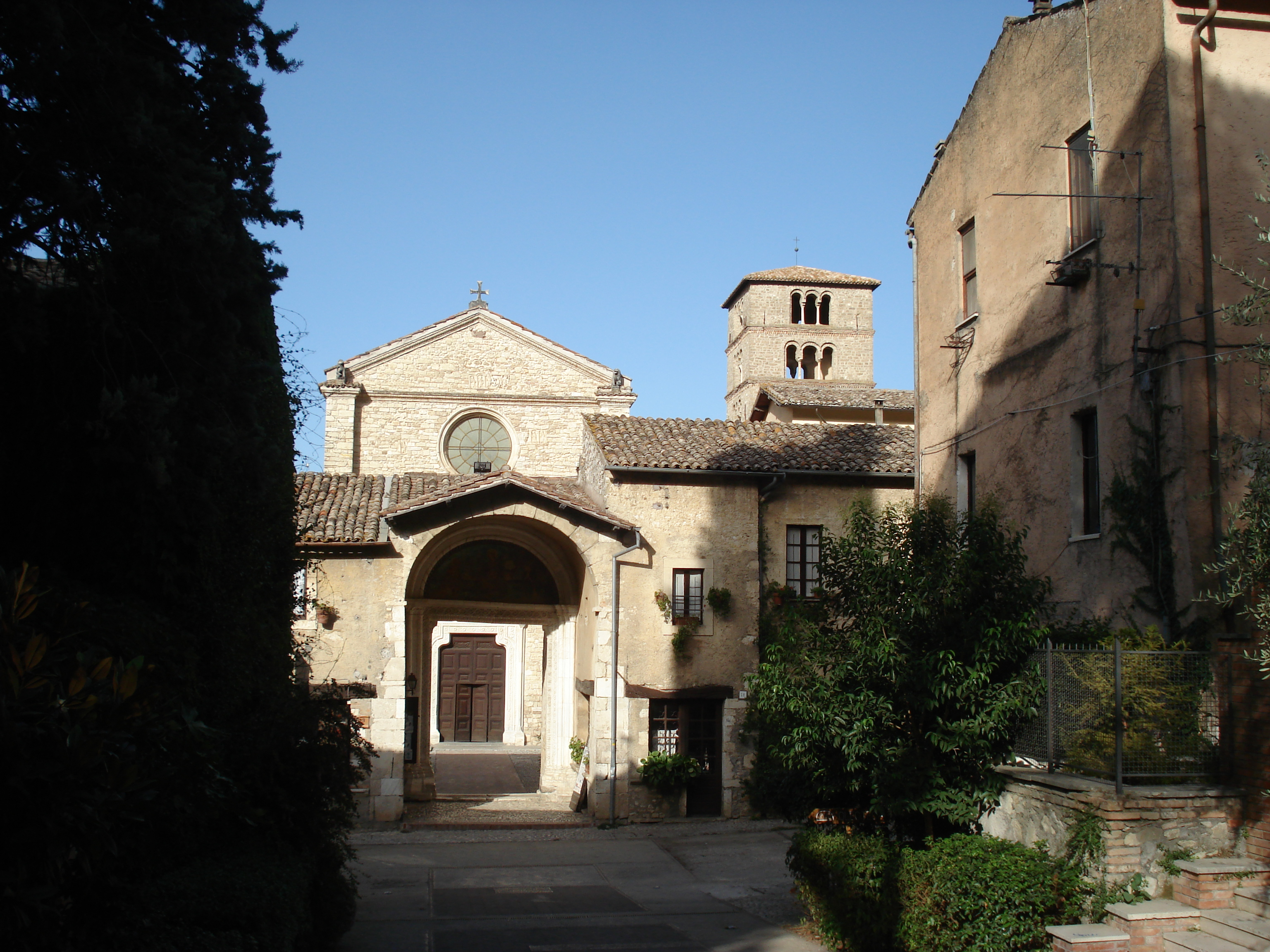
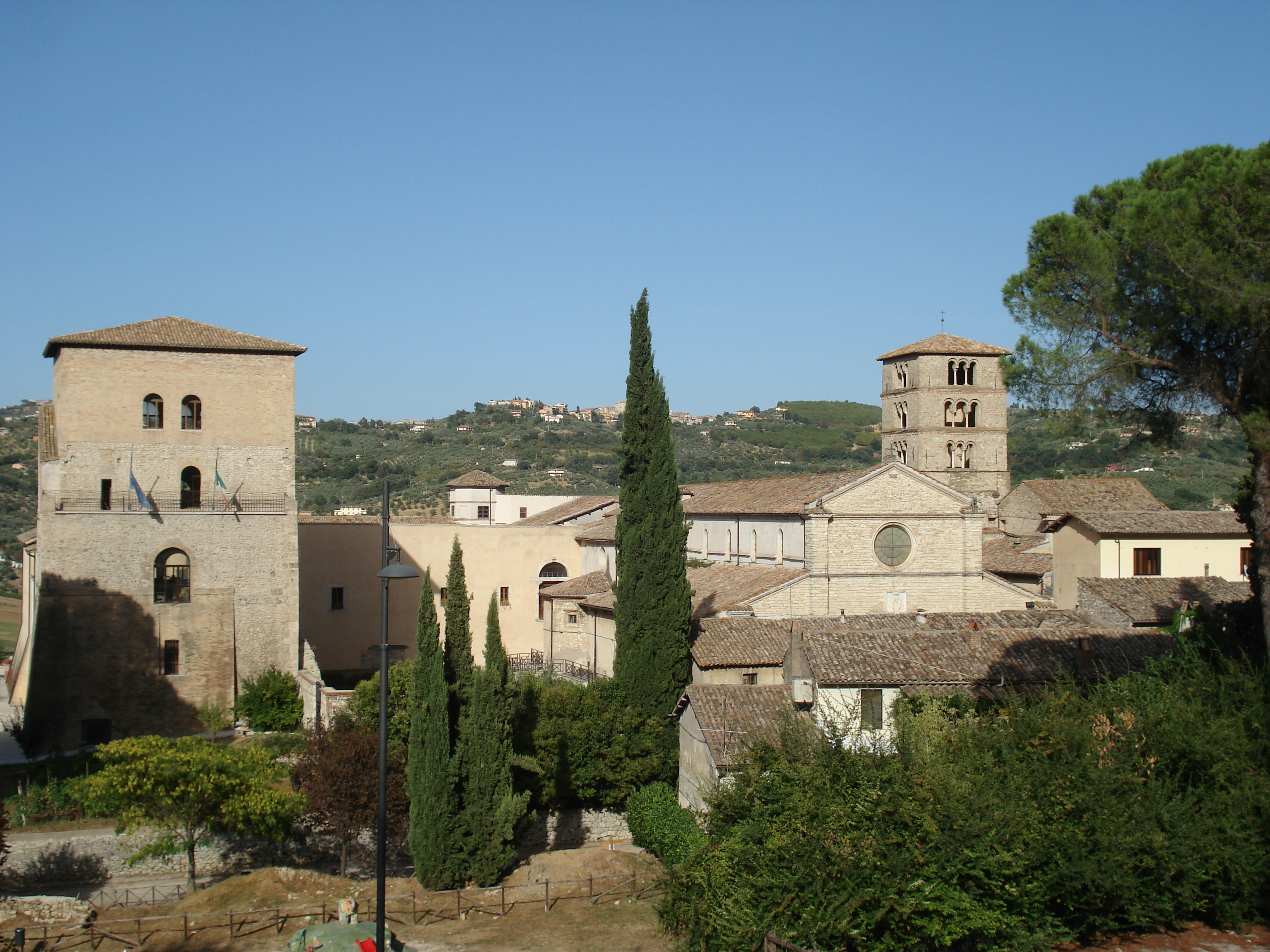
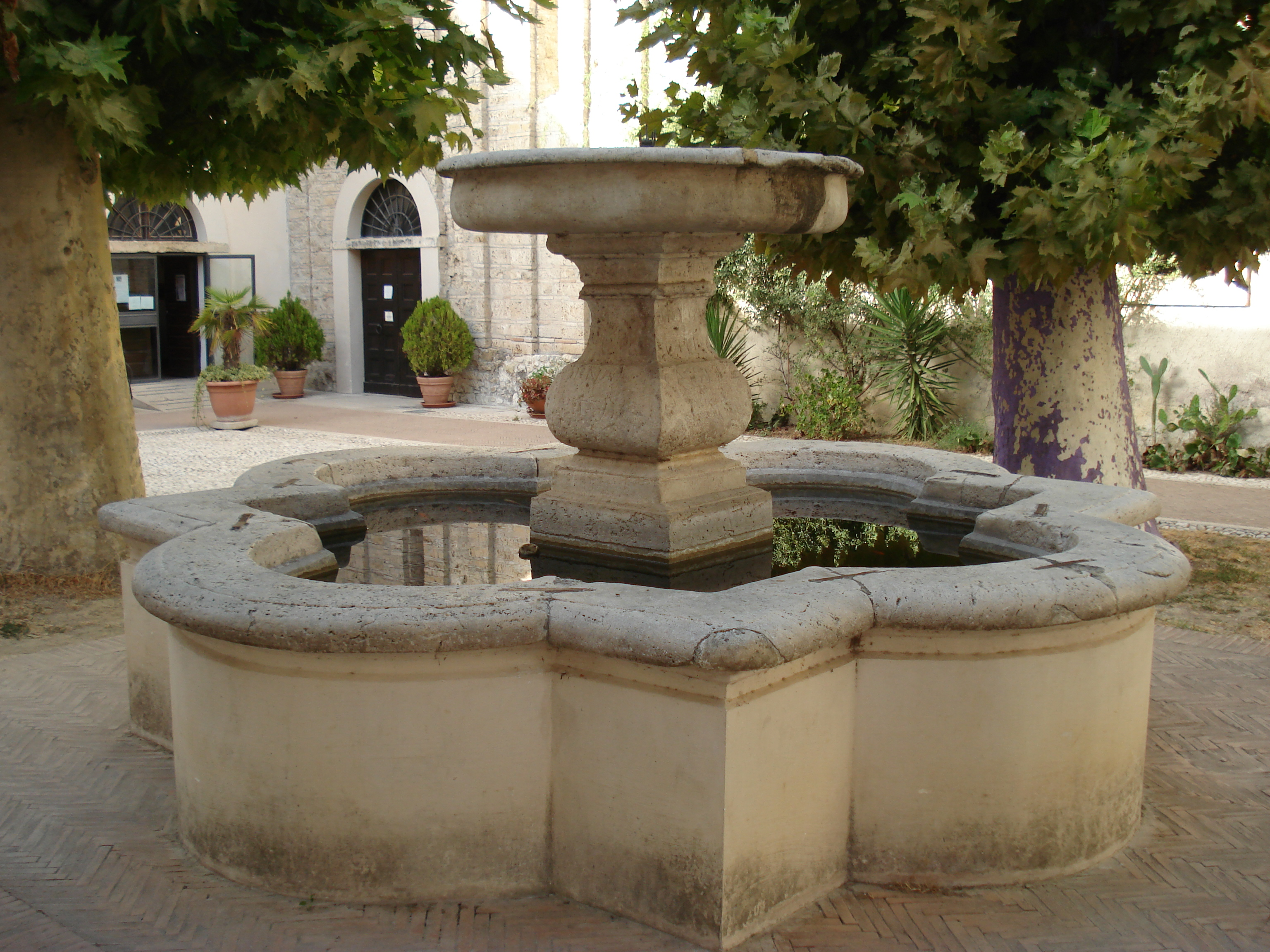
Fântâna
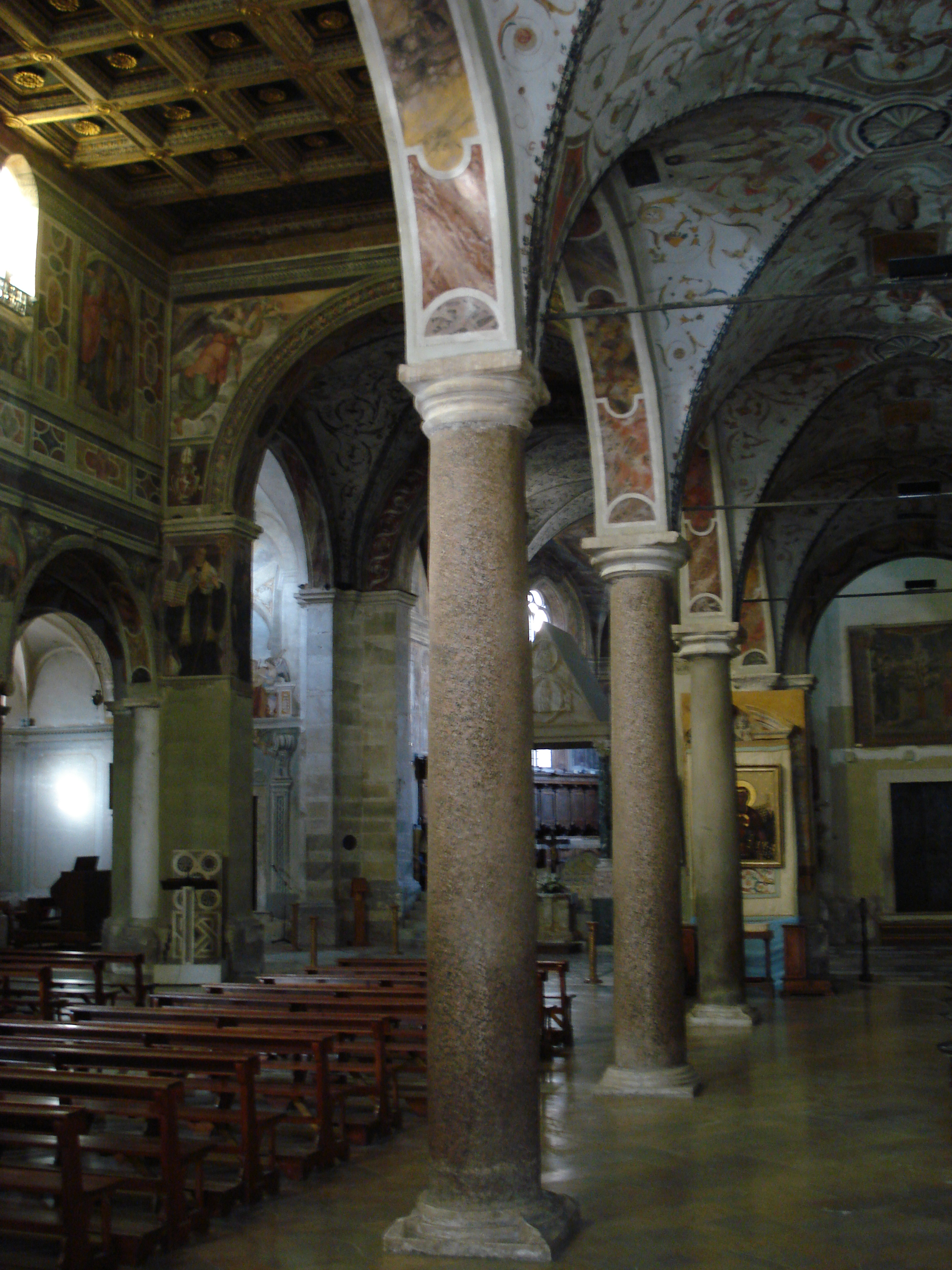
Interior
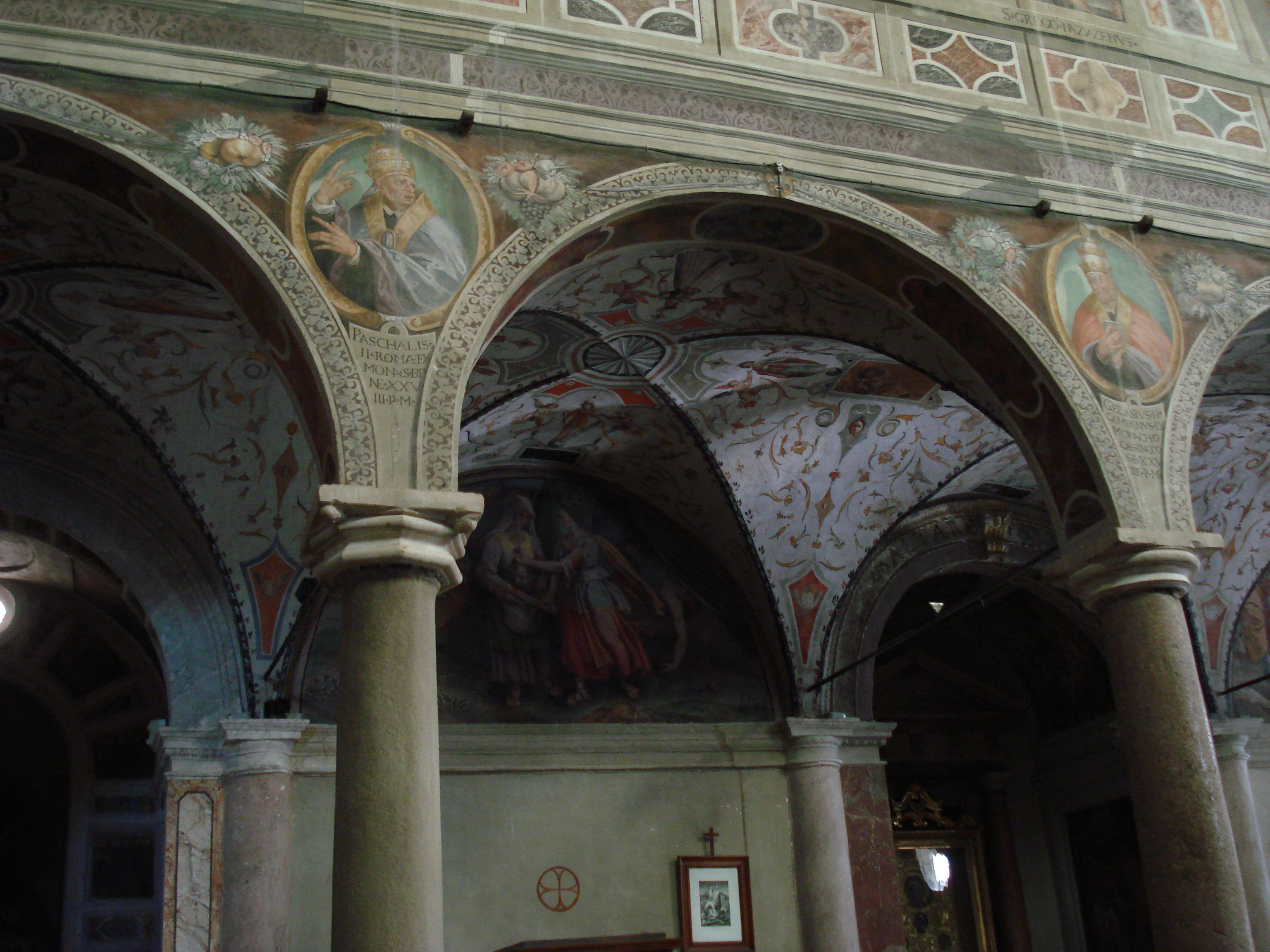
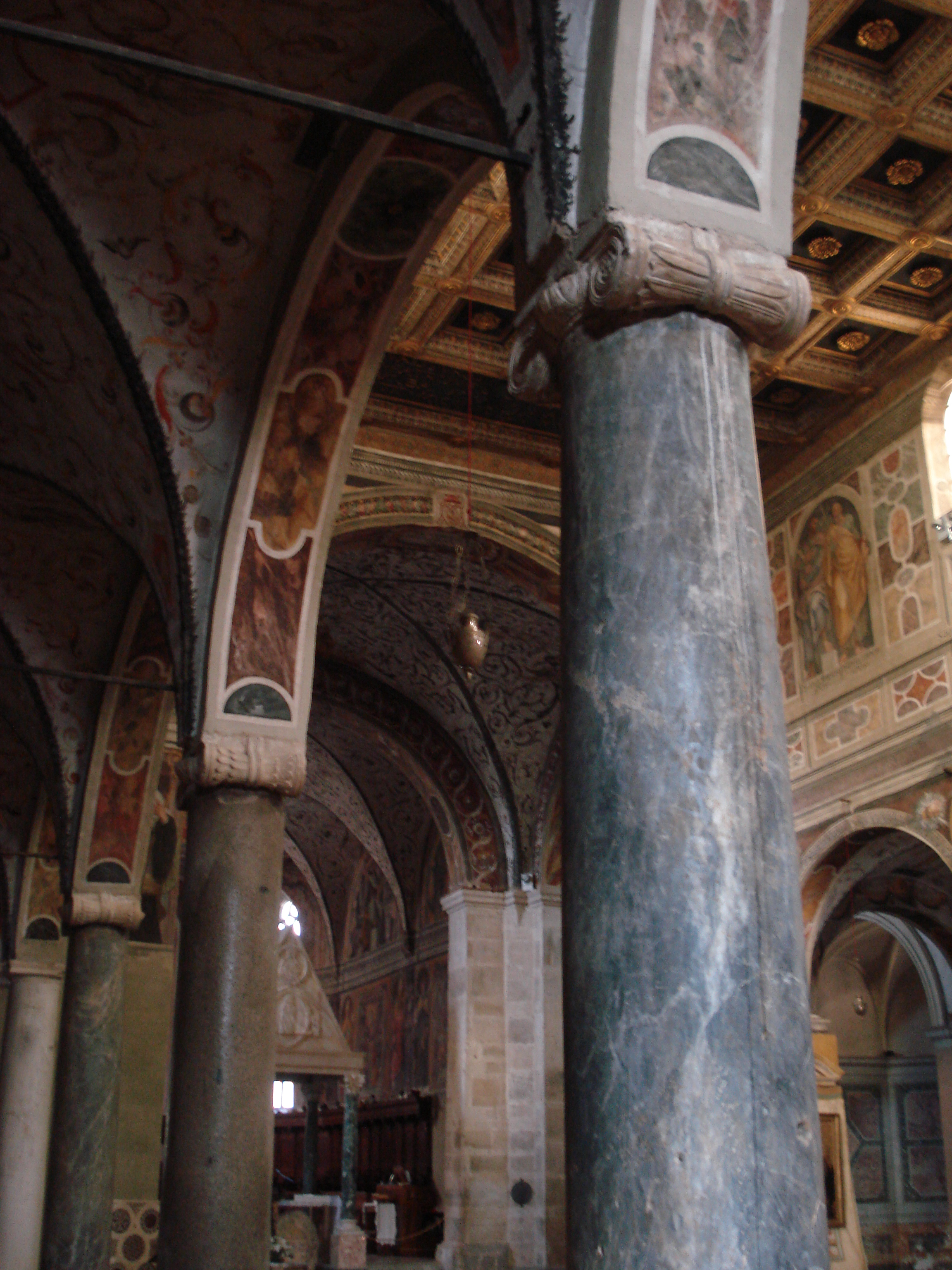
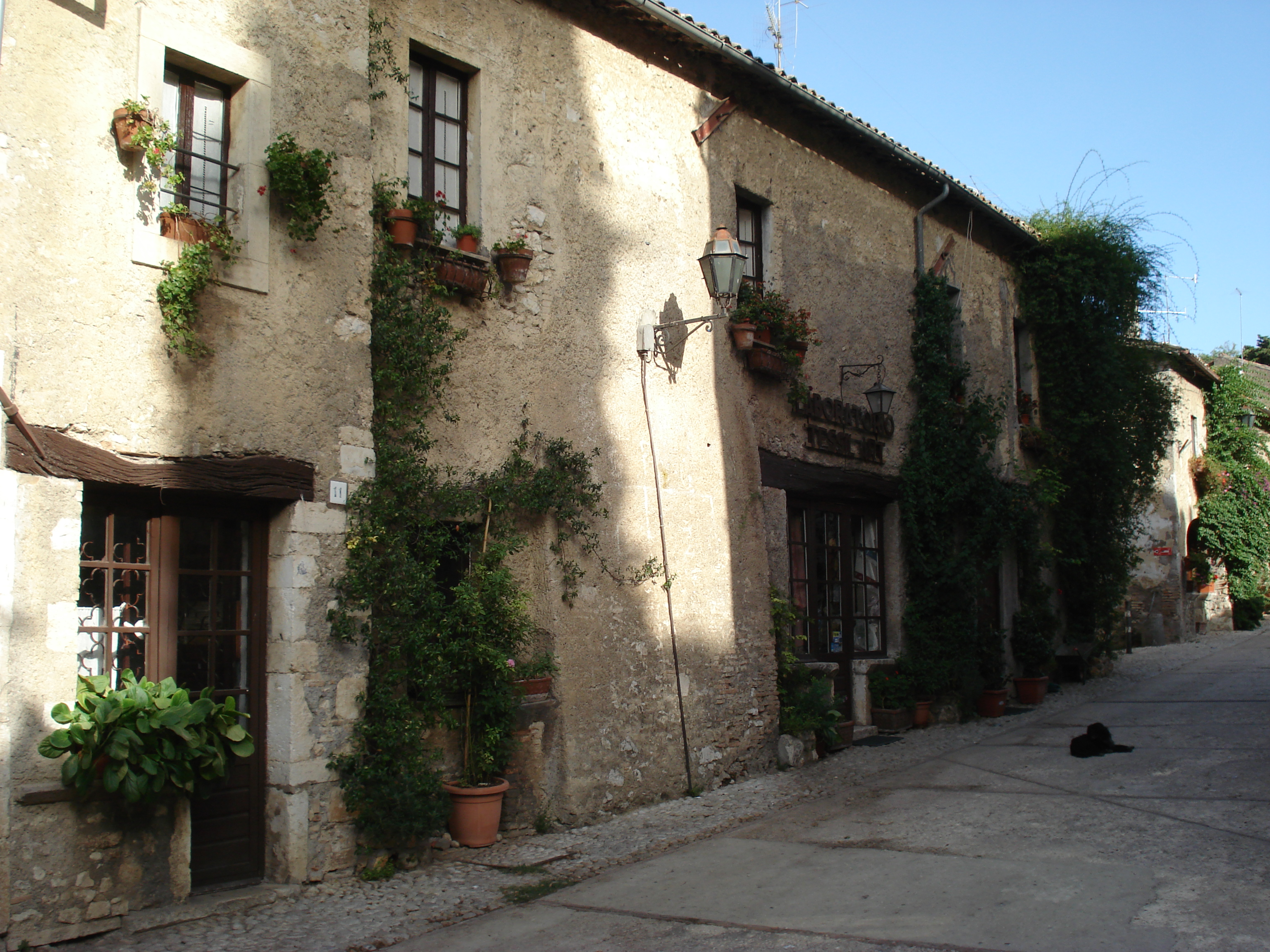
Case în Farfa.
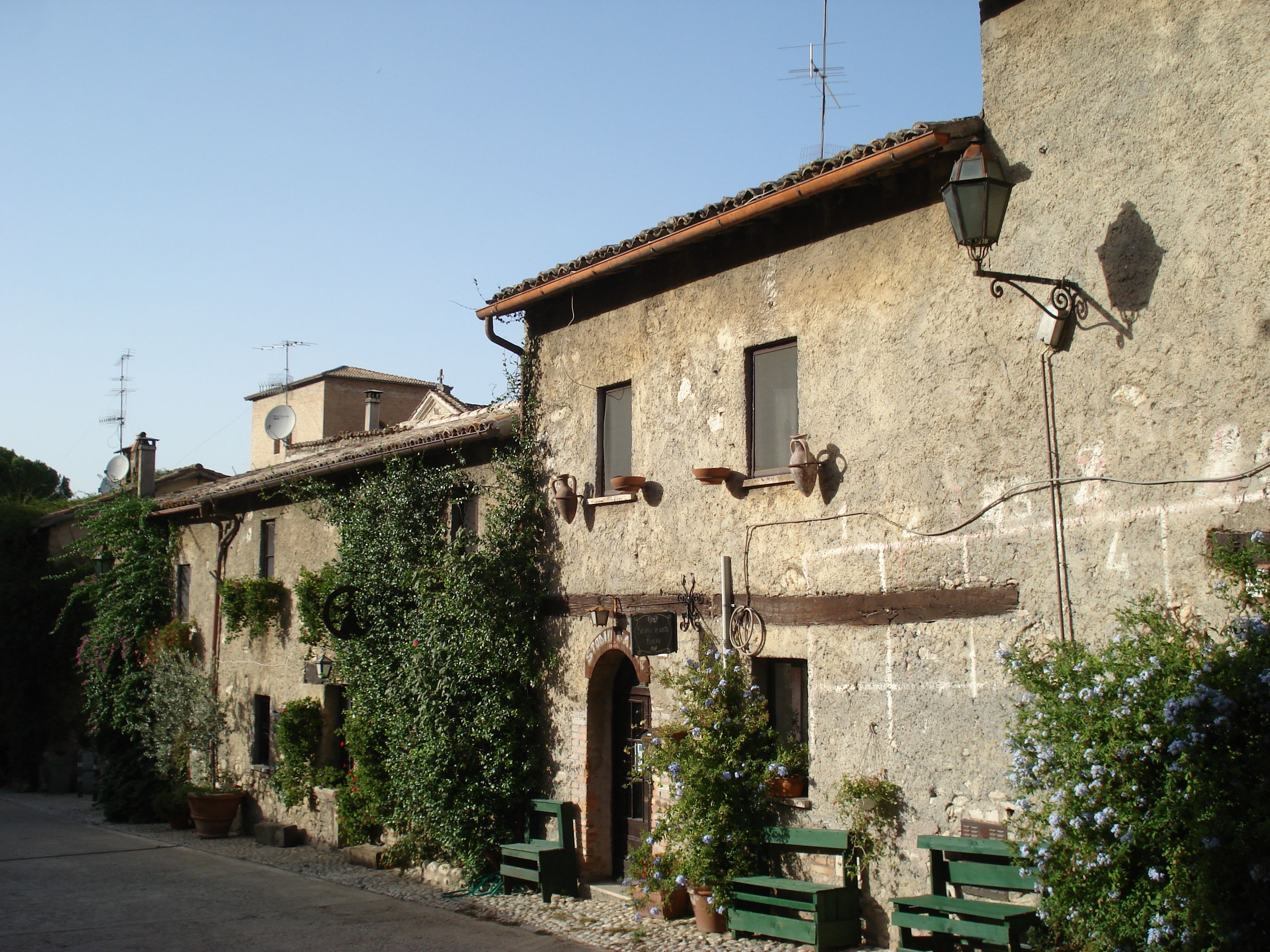